# Banca Națională a Bulgariei
Banca Națională a Bulgariei (în bulgară Българска народна банка, transliterat: Bălgarska narodna banka) este banca centrală a Bulgariei. La fel ca alte bănci centrale, misiunea sa principală este de a asigura stabilitatea financiară a țării. Nu este legată de Secretariatul Finanțelor și Creditului Public, fiind o instituție autonomă.

## Istoric
Pe 25 ianuarie 1879, comisarul imperial rus în Bulgaria, prințul Alexandru Dondukov-Korsakov, a aprobat statutul Băncii Naționale a Bulgariei. Pe 4 aprilie 1879 a fost numit primul guvernator al BNB. Banca a fost inaugurată oficial pe 23 mai și a efectuat prima sa operațiune bancară pe 6 iunie. Legea privind dreptul de a bate monede în Principat a fost adoptată în 1880, stabilind moneda națională bulgară, leva. În anul următor, Bulgaria a bătut primele sale monede de 2, 5 și 10 stotinki.
În timpul celui de-al Doilea Război Mondial, BNB a fost din nou obligată să împrumute bani guvernului și să facă față deprecierii levei.
Legea bancară din 1947 a adus o reformă radicală: băncile private au fost naționalizate, iar sistemul bancar, transformat după modelul sovietic, a funcționat până la sfârșitul anilor 1980. BNB a fost însărcinată cu furnizarea tuturor serviciilor financiare noii economii planificate și extrem de centralizate. Banca era, de asemenea, obligată să acorde împrumuturi directe guvernului și economiei, fiind subordonată direct Consiliului de Miniștri și Ministrului Finanțelor.
În 1952 a fost înființată Monetăria Bulgară, care a început să bată monede atât obișnuite, cât și comemorative. Revenirea sistemului bancar bulgar la principiile economiei de piață și a BNB la cele ale unei bănci centrale independente a fost posibilă abia în 1991, odată cu intrarea în vigoare a două legi fundamentale: Legea Comerțului, care a restabilit bazele juridice ale sistemului bancar comercial, și noua Lege privind BNB, care i-a restabilit autonomia și i-a atribuit responsabilitatea supravegherii bancare.
În 1997, o altă lege privind BNB a înlocuit-o pe cea anterioară; aceasta a reorganizat sistemul monetar, iar de la 1 iulie a fost instituit un sistem de consiliu monetar. Inițial, leva bulgărească a fost legată de marca germană, iar apoi, din 1999, de euro, la un curs de schimb de 1,95583 leva pentru 1 euro. Mai târziu în același an, leva bulgărească a fost redenumită.
În 2005 au fost aduse modificări legii BNB, garantând independența sa instituțională, funcțională, financiară și de personal, modificându-i obiectivul principal și interzicând în mod expres băncii centrale finanțarea instituțiilor publice.
La 1 ianuarie 2007, Bulgaria a aderat la Uniunea Europeană, iar de atunci BNB este membră a Sistemului European al Băncilor Centrale.